# إنفيجن يو إس آيه (فلم 1985)
إنفيجن يو إس آيه (بالإنجليزية: Invasion U.S.A.)، هي فيلم أمريكي من نوع حركة وعنف، عرضت الفيلم سنة 1985م، من بطولة تشاك نوريس، ومن ستوديو دار نشر مجموعة كانون، وهذا الفيلم تعادي الشيوعية.

## قصة الفيلم
تبدأ قصة الفيلم مجموعة من الثوار الشيوعيين دخلوا الأراضي الأمريكية، وأرادوا إرهاب الأمريكيين من خلال التفجير والاعتداء على منازل السكان الآمنين، فيقرر بطل الفيلم تشاك نوريس إيقاف خصومهم بلغة القوة والعنف.

## المواقع الخارجية
- مقالات تستعمل روابط فنية بلا صلة مع ويكي بيانات
- Review with clip, screenshots and sounds